# ウラン・鉛年代測定法
ウラン・鉛年代測定法はウラン (U) を含んだ物質、鉱物について適用することができる放射年代測定法の一種。

## 概要
ウラン・鉛年代測定法は天然に存在する放射性物質の1つであるウラン (U) の原子核が崩壊して、それが最終的に鉛 (Pb) の原子核に変化することを利用することで、試料（分析対象物）がどのくらい昔に形成されたものであるかを調べる手法である。ウランは、核分裂などが起こった時などの特殊な場合を除いて、いずれ安定して存在可能な鉛に変化する。放射性物質は、その核種によって半減期が決まっているので、試料が形成されたおおよその年代を知ることができる。なお、ウラン・鉛年代測定法は、ウラン・鉛法などと表記される場合もあるが、本稿ではウラン・鉛年代測定法という表記に統一する

。
ウランは全ての同位体が放射性核種であり、地球上では安定して存在し続けられない元素であることが知られている。このうちウラン・鉛年代測定法で重要なウランの同位体は、238U、235Uの二つである。238Uは合計8回のα崩壊と6回のβ崩壊を繰り返して206Pbに壊変する

（詳細はウラン系列の記事を参照）。また、235Uは合計7回のα崩壊と4回のβ崩壊を繰り返して207Pbに壊変する

（詳細はアクチニウム系列の記事を参照）。
238Uから206Pbまでの一連の崩壊に対応する半減期は約45億年、235Uから207Pbまでの一連の崩壊に対応する半減期は約7億年である。そのためウラン・鉛年代測定法は、だいたい100万年以上の時間が経過しているウランを含有した試料に用いられ（地球の歴史に等しい45億年以上が経過しているウランを含有した試料にも用いることができ）、238Uを用いた測定、235Uを用いた測定のそれぞれについて誤差0.1％〜1％程度の精度で年代測定が可能である

。地球の年齢がおおよそ45億歳であると人類が知ったのも、このウラン・鉛年代測定法の理論が確立されたからに他ならない（現在では他の方法も地球の年齢を調べるために使えるが、当時は、このウラン・鉛年代測定法を用いて調べるしかなかった）。
もしU,Pb系が完全な閉鎖系であり外部と物質のやり取りがないのであれば、ウラン系列とアクチニウム系列それぞれを用いて求めた放射年代は一致するはずである（一致年代、concordant age）。しかし実際にはUやPbが二次的な移動をすることが多く、二つの放射年代は一致しないことが多い（不一致年代、discordant age）。1956年にはジョージ・ウェザリルが、ウラン系列とアクチニウム系列を組み合わせて年代測定を行うコンコーディア法を提唱し、不一致年代を生じる試料に対しても年代測定を行うことができるようになった

。
ところで、238Uが206Pbに変化する時間の約10倍の時間、半減期約475億年でβ崩壊する天然の放射性物質87Rbも放射年代測定に利用される。87Rbは、1回β崩壊すると安定核種である87Srとなるため、この2つの核種の存在比を見ることで年代測定を行うのである。
（詳細は、ルビジウム・ストロンチウム年代測定法を参照。）
このルビジウム・ストロンチウム年代測定法と、238Uが206Pbに変化するウラン系列とを組み合わせて（235Uが207Pbに変化するアクチニウム系列は用いずに）、年代測定を行う場合もある。ただいずれにしても、ウラン・鉛年代測定法での年代決定は、結局のところ、鉛の同位体の存在比を分析することによって行われる。

## ウラン・鉛年代測定法を用いる対象
ウラン・鉛年代測定法は、ジルコン (ZrSiO4) を含んだ鉱石に対して試みるのが普通である（ただし、ジルコン以外にも、モナズ石（リン酸塩鉱物の1種）、チタン石（クサビ石、CaTiOSiO4）、バッデリ石 (ZrO2) に対しても試みられる）。ジルコンは、結晶中にウランやトリウムを含有しやすいという性質がある反面、結晶中に鉛は非常に含有されにくいという性質も持っている。したがって、結晶になった後のジルコンの中に含有されている鉛は、ジルコンが冷え固まる時に結晶中に取り込まれたウランやトリウムが崩壊した結果生じたものであると見なすことができる。このため、ジルコンはウラン・鉛年代測定法を試みるのには都合の良い試料なのである（他にも、ジルコンに含有された天然の放射性物質の崩壊に伴って、ジルコンの結晶格子に傷が発生することも、正確な年代測定に役立つので好都合）。
なお、ウラン・鉛年代測定法を、炭酸塩鉱物（方解石やアラレ石など）に用いる場合もある。ただし、通常の炭酸塩鉱物にウラン・鉛年代測定法を用いても、火成岩や変成岩に含まれる鉱物にウラン・鉛年代測定法を用いるのと比べて、どうしても年代測定の正確性は劣ってしまうという欠点が存在する。